# Ardengo Soffici
Ardengo Soffici (Rignano sull'Arno, 7 avril 1879 – Forte dei Marmi, 19 août 1964) est un écrivain italien, un poète et un peintre dont l'œuvre se situe entre futurisme et cubisme. Il fut l'un des intellectuels italiens qui ont adhéré au  fascisme.

## Biographie

### Origines et formation
Issu d'une famille d'agriculteurs aisés, Ardengo Soffici  assiste, après leur déménagement à Florence en 1893, à la ruine de son père.
Il étudie alors les arts à l'Académie du dessin de Florence et accessoirement la littérature en 1897 et ensuite, après un intermède pour vivre auprès d'un cabinet d'avocat, à la Scuola Libera del Nudo auprès de Giovanni Fattori et Telemaco Signorini.
Il s'insère dans le cercle culturel et devient un écrivain autodidacte.
Quand son père et sa mère meurent, il rejoint des parents à Poggio a Caiano, puis, comme beaucoup de ses amis artistes, décide de partir pour Paris.

### Entre Paris et Florence: les revues et l'avant-garde
À Paris, dès 1901 et au moins jusqu'en 1907, il travaille comme illustrateur, signant tour à tour « Soffici », « Sofficy » ou « Ardengo », pour des revues et des magazines comme L'Assiette au Beurre,, Le Rire, Le Frou-frou, L'Œuvre d'art international, La Vie pour rire, Jean qui rit, Le Tutu, La Caricature, Sans-gêne, L'Indiscret, La Gaité gauloise, Polichinelle, Journal pour tous, La Gaudriole, entre autres. Mal payé, il mène une vie de privations et de renoncements. Malgré tout, cette situation lui permet de rencontrer des artistes émergents ou déjà affirmés comme Guillaume Apollinaire, Pablo Picasso et Max Jacob, et de fréquenter le monde des intellectuels et des créateurs qui s'était formé autour des revues littéraires. À l'époque, le poète néerlandais Fritz-René Vanderpyl devient l'un de ses plus proches amis. Il retrouve aussi Hélène d'Oettingen, qu'il avait croisé une première fois à Florence en 1899, et fréquente son salon parisien : c'est là qu'il rencontre Apollinaire, et s'ensuit une profonde amitié avec l'une et l'autre.
Soffici écrit de nombreux articles à propos d'artistes et écrivains européens, entre autres des italiens comme Giovanni Vailati, Mario Calderoni et Giovanni Papini ; il conservera à ce dernier une forte d'amitié, une fois retourné en Italie en 1907, malgré certaines divergences de caractère. Son talent littéraire s'affirme alors avec ses critiques d'art qu'il envoie à Papini, parfois sous pseudonyme (« Stefan Cloud », « Stefano Nuvola »). De cette époque date également son amitié avec  Giuseppe Prezzolini, qui dirige avec Papini, la revue Leonardo (1903-1907) qui accueille les textes et les dessins de Soffici.
Revenu à Poggio a Caiano, Soffici consolide son amitié avec Papini, ils fréquentent ensemble le fameux caffè Paszkowski, et se retrouvent dans sa maison de Poggio. Quand Prezzolini fonde avec Papini la revue  La Voce en 1908, il en dessine la couverture et en devient un des collaborateurs, pour la partie artistique. Parallèlement, il collabore à une revue mensuelle, La Riviera Ligure, publiée par les frères Angiolo Silvio et Mario Novaro à Oneglia, à laquelle contribuent par leurs écrits Giovanni Pascoli, Grazia Deledda, Giovanni Marradi, Luigi Pirandello, Francesco Chiesa, et, les moins remarqués alors, Marino Moretti et Massimo Bontempelli. Par ses nombreux échanges avec Papini et Prezzolini sur l'idéalisme,  le matérialisme, le spiritualisme, le romantisme,  le classicisme et le modernisme en art, il ouvre fondamentalement ses horizons culturels.
Retourné à Paris en 1910, il prend connaissance de l'œuvre d'Arthur Rimbaud, poète alors ignoré en Italie, et en 1911, revenu dans son pays natal, il publie une monographie sur lui dans les cahiers de La Voce.
Il visite alors une importante exposition sur le futurisme à Milan et subit comme il le dit une « delusione sdegnosa » (« déception dédaigneuse ») qu'il manifeste dans un article critique publié dans La Voce, immédiatement suivie par une vive réaction des futuristes Filippo Tommaso Marinetti, Umberto Boccioni et Carlo Carrà, qui l'attaquent alors qu'il est attablé au café Giubbe Rosse de Florence en compagnie de son ami Medardo Rosso. Il en naît une grande agitation qui se traduit par un grand tumulte le soir à la gare ferroviaire Santa Maria Novella, quand Soffici, accompagné de ses amis Prezzolini, Slataper et Spaini, veulent leur rendre la pareille. La réconciliation avec les futuristes interviendra plus tard par l'entremise de leur ami commun, Aldo Palazzeschi.
À la suite de plusieurs différends avec Prezzolini, le 1er janvier 1913, il fonde la revue Lacerba, avec Papini.
Quand advient la Première Guerre mondiale, Ardengo Soffici, qui avait alimenté son opposition à la Kultur allemande dans la revue Lacerba, la considérant comme une menace pour l'humanité, s'engage comme volontaire  et participe aux combats sur la Bainsizza. Il est blessé deux fois et obtient une distinction militaire. De cette expérience et de celle de son poste d'officier de propagande de la  2a Armata (2e Armée italienne), en 1917, naît le  Kobilek-Giornale di battaglia, publié en 1918, et La ritirata del Friuli, publié en 1919.
La guerre terminée, Soffici collabore à Il Popolo d'Italia, et au Corriere della sera, dont il dirige la troisième page et la partie artistique. En 1919, il fonde, toujours avec Papini, la revue La Vraie Italie, qui, rédigée en français, se veut l'organe de liaison intellectuel entre l'Italie et les autres pays européens. Elle cesse après la parution du douzième numéro.

### Un intellectuel «anti-intellectualiste» fasciste

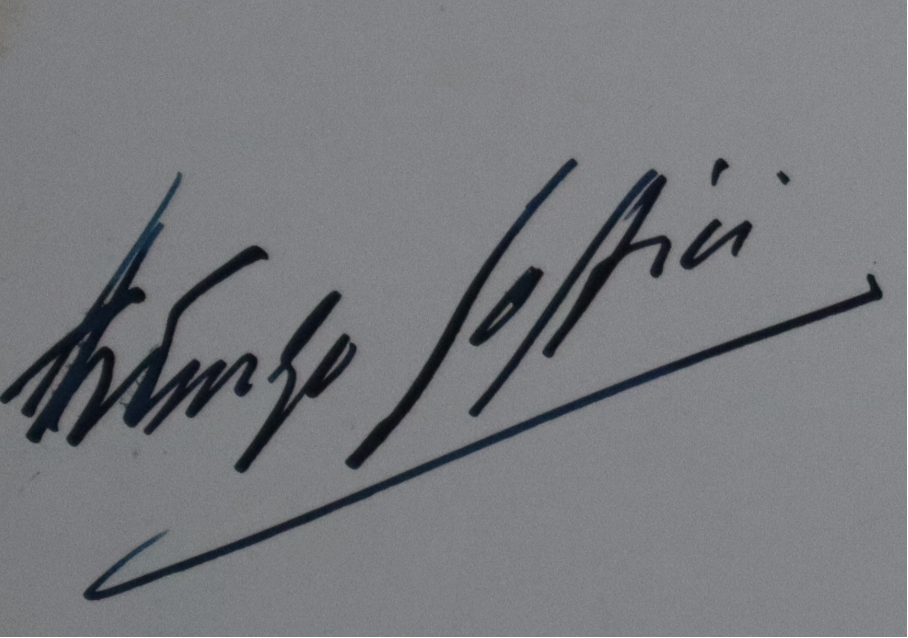
signature autographe d'Ardengo Soffici

Les années passant, il se pose en homme divergeant (uomo diverso), car, après avoir fait connaître à ses amis florentins, Cézanne, les Cubistes, Guillaume Apollinaire et par un fort enthousiasme, Rimbaud, il verse dans un style « convenable » et classique — c'est alors l'époque du « retour à l'ordre » —, et, en politique, finit par adhérer au fascisme, une conversion qui se met en place en moins de cinq années.
Le 21 avril 1925, il signe, avec 250 personnalités, le Manifeste des intellectuels fascistes (Manifesto degli intellettuali fascisti), publié par Il Popolo d'Italia et rédigé par Giovanni Gentile, et si, en 1937, il s'éloigne de Mussolini, il restera néanmoins proche du régime, jusqu'à sa chute. Il fustige les « intellectuels » qu'il juge incapables de raisonner et qui ne fonctionneraient que « par égoïsme mesquin et veulerie innée ».  
Il approuve les lois raciales de 1938 et adhérera à la République sociale. En 1944, il est l'un des fondateurs de la revue Italia e civiltà, qui prône une ligne basée sur trois piliers : amour de la patrie, défense du caractère social du fascisme et soutien inconditionnel à l'alliance avec l'Allemagne.
En décembre 1944, il est arrêté pour collaboration avec l'ennemi nazi, et interné au camp de Collescipoli jusqu'en juillet 1945. En 1946, après un procès, il est acquitté, faute de preuves suffisantes.
Il recommence une vie publique à partir de 1948, avec une exposition de ses peintures organisée à Florence. Quelques-unes de ses œuvres rentrent dans la collection Verzocchi.
Il meurt en 1964 des suites d'une thrombose cérébrale.

## Œuvres

### Littérature

#### Poésie
- BÏF§ZF+18 Simultaneità e Chimismi lirici, Edizioni della Voce, Florence, 1915.
- Elegia dell'Ambra, Florence, 1927.
- Marsia e Apollo, Vallecchi, Florence, 1938.
- Thréne pour Guillaume Apollinaire, Milan, 1927

### Prose
- Ignoto toscano, Florence, 1909.
- Lemmonio Boreo, Libreria della "La Voce", Florence, 1912.
- Arlecchino, Florence, 1914.
- Giornale di bordo, Libreria della "La Voce", Florence, 1915.
- Kobilek: giornale di battaglia, Vallecchi, Florence, 1918.
- La giostra dei sensi, Florence 1918
- La ritirata del Friuli, Vallecchi, Florence, 1919.
- Rete mediterranea, Florence, 1920.
- Battaglia fra due vittorie, Florence, 1923.
- Ricordi di vita artistica e letteraria, Florence, 1931.
- Taccuino di Arno Borghi, Florence, 1933.
- Ritratto delle cose di Francia, Rome, 1934.
- L'adunata, Florence, 1936.
- Itinerario inglese, Florence, 1948.

### Autobiographie
- Autoritratto d'artista italiano nel quadro del suo tempo: 1. L'uva e la croce, Florence, 1951., 2.Passi tra le rovine, Florence, 1952., 3.Il salto vitale, Florence, 1954. 4.Fine di un mondo, Florence, 1955.
- D'ogni erba un fascio. Racconti e fantasie, Florence, 1958.
- Diari 1939-1945 (con G. Prezzoloni), Milan, 1962.

### Critique artistique
- Il caso Rosso e l'impressionismo, Florence 1909
- Arthur Rimbaud, Florence, 1911.
- Cubismo e oltre, Florence, 1913.
- Cubismo e futurismo, Florence 1914
- Serra e Croce, Florence, 1915.
- Cubismo e futurismo e oltre, Florence, 1919.
- Scoperte e massacri, Florence 1919
- Primi principi di un'estetica futurista, Florence, 1920.
- Giovanni Fattori, Rome, 1921.
- Armando Spadini, Florence, 1925.
- Carlo Carrà, Milan, 1928.
- Periplo dell'arte, Florence 1928
- Medardo Rosso: 1858-1928, Florence, 1929.
- Ugo Bernasconi, Milan, 1934.
- Apollinaire, Florence, 1937.
- Salti nel tempo, Florence, 1938.
- Selva: arte, Florence 1938
- Trenta artisti moderni italiani e stranieri, Florence, 1950.

### Échanges épistolaires
- G. Prezzolini - A. Soffici, Carteggio. I. 1907-1918, a cura di M. Richter, Roma, Edizioni di Storia e Letteratura, 1977
- G. Prezzolini - A. Soffici, Addio a Papini, a cura di M. Attucci e L. Corsetti, Poggio a Caiano - Prato, Associazione Culturale Ardengo Soffici - Pentalinea, 2006
- A. Soffici - U. Bernasconi, Carteggio 1923-1960, a cura di M. d'Ayala Valva, Poggio a Caiano - Prato, Associazione Culturale Ardengo Soffici - Pentalinea, 2008
- A. Soffici, « Vedo che il cielo tende a schiarirsi... ». « Lettere a Stanislao Paszkowski (1945-1946) », a cura di Anna Casini Paszkowski, Poggio a Caiano - Prato, Associazione Culturale Ardengo Soffici - Pentalinea, 2008
- Ardengo Soffici, Serge Férat, Hélène d'Oettingen. Correspondance 1903-1964, édition établie par Barbara Meazzi, postface de F. Livi, Lausanne, L'Âge d'Homme, 2013.

### Peinture
Sa peinture sera fortement influencée par le futurisme mais aussi par le cubisme, qu'il connaît très bien. 
- Scomposizione di piani plastici (1913),
- Comprenatrazione di  piani plastici (Frutteria, bottiglia e tazza) (1913),
- Natura morta con uovo rosso (1914), huile, tempera et collage sur toile de   46 cm × 38 cm, Collezione L.F., Rovereto
- Cocomera, bicchiere e bottiglia (1915),
- Bottiglia bianca e mela (1919), huile sur toile,
- Casa colonica (1920), collection Rimoldi, Cortina d'Ampezzo[9].
- Champ avec meule, G. A. M., Rome.

## Distinctions et récompenses
Ardengo Soffici reçoit en 1955 le prix Marzotto, doté par le producteur textile italien Marzotto SpA, pour couronner son œuvre littéraire.